# Сан-Томе и Принсипи на летних Олимпийских играх 2012
Сан-Томе и Принсипи принимал участие в летних Олимпийских играх 2012 года, которые проходили в Лондоне (Великобритания) с 27 июля по 12 августа, где его представляли 2 спортсмена в лёгкой атлетике. На церемонии открытия Олимпийских игр флаг Сан-Томе и Принсипи несла бегунья Лесабела Куарежма.
На летних Олимпийских играх 2012 Сан-Томе и Принсипи вновь не сумел завоевать свою первую олимпийскую медаль. Оба легкоатлета Лесабела Куарежма и Кристофер Лима да Коста не сумели пройти дальше отборочного раунда в своих дистанциях.

## Состав и результаты

### Лёгкая атлетика
Мужчины
Беговые виды
| Соревнование | Спортсмены              | Отборочный раунд | Отборочный раунд | Отборочный раунд | Четвертьфинал        | Четвертьфинал        | Четвертьфинал        | Полуфинал            | Полуфинал            | Полуфинал            | Финал                | Финал                |
| Соревнование | Спортсмены              | Забег            | Результат        | Место            | Забег                | Результат            | Место                | Забег                | Результат            | Место                | Результат            | Место                |
| ------------ | ----------------------- | ---------------- | ---------------- | ---------------- | -------------------- | -------------------- | -------------------- | -------------------- | -------------------- | -------------------- | -------------------- | -------------------- |
| 100 метров   | Кристофер Лима да Коста | 1                | 11,56            | 7                | Завершил выступление | Завершил выступление | Завершил выступление | Завершил выступление | Завершил выступление | Завершил выступление | Завершил выступление | Завершил выступление |

Женщины
Беговые виды
| Соревнование           | Спортсмены        | Отборочный раунд | Отборочный раунд | Отборочный раунд | Полуфинал             | Полуфинал             | Полуфинал             | Финал                 | Финал                 |
| Соревнование           | Спортсмены        | Забег            | Результат        | Место            | Забег                 | Результат             | Место                 | Результат             | Место                 |
| ---------------------- | ----------------- | ---------------- | ---------------- | ---------------- | --------------------- | --------------------- | --------------------- | --------------------- | --------------------- |
| 100 метров с барьерами | Лекабела Куарежма | 2                | 14,56            | 6                | Завершила выступление | Завершила выступление | Завершила выступление | Завершила выступление | Завершила выступление |